# Virgil Popescu (senator)
Virgil Popescu (n. 20 iunie 1947) este un fost senator român în legislatura 1996-2000 ales în județul Dolj pe listele partidului PDSR. În cadrul activității sale parlamentare în legislatura 1996-2000, Virgil Popescu a fost mebru în grupurile parlamentare de prietenie cu Republica Populară Chineză și India. Virgil Popescu a fost ales deputat în legislatura 2000-2004 și a fost membru în grupurile parlamentare de prietenie cu Republica Bulgaria și Statele Unite Mexicane.   